# النهار
النّهار (به معنی روز) نام روزنامه برجسته‌ای است که روزانه به زبان عربی در لبنان منتشر می‌شود. نخستین شماره آن در ۴ صفحه در ۴ اوت ۱۹۳۳ با تیراژ ۵۰۰ نسخه در بیروت منتشر شد.